# Arlie Schardt
Arlie Alfred Schardt (Milwaukee, 24 aprile 1895 – Clearwater, 2 marzo 1980) è stato un mezzofondista statunitense.
Nel 1920 prese parte ai Giochi olimpici di Anversa, dove conquistò la medaglia d'oro nei 3000 metri a squadre con Horace Brown e Ivan Dresser.

## Palmarès
| Anno | Manifestazione  | Sede    | Evento               | Risultato | Prestazione | Note |
| ---- | --------------- | ------- | -------------------- | --------- | ----------- | ---- |
| 1920 | Giochi olimpici | Anversa | 3000 metri a squadre | Oro       | 10 p.       |      |